# Unsere Kinder (Dokumentarfilm)
Unsere Kinder ist ein DEFA-Dokumentarfilm von Roland Steiner aus dem Jahr 1989.

## Handlung
In dem Dokumentarfilm Unsere Kinder zeigt Steiner portraithaft vor der Kamera Skinheads, Anti-Skins, Punks und Grufties, die es offiziell in der Deutschen Demokratischen Republik (DDR) so nicht geben durfte. Steiners Dokumentation thematisiert so Randgruppen der Jugend- und Protestkultur, die ein Tabu-Thema in der DDR darstellten. In dem Dokumentarfilm kommen sie zu Wort, sprechen über Probleme und Misstrauen gegenüber der DDR und ihre Suche nach Idealen. Steiner versucht in dem Film zu ergründen, wo die Ursachen für den aufkeimenden Extremismus in der Jugendkultur der DDR liegen könnten. Die Schriftsteller Stefan Heym und Christa Wolf äußern sich in dem Dokumentarfilm zum Thema. Christa Wolf führt in dem Film unter anderem ein Gespräch mit rechtsradikalen Jugendlichen; Stefan Heym zieht einen Vergleich zur Krisensituation in den frühen 1930er Jahren.

## Produktion und Veröffentlichung
Roland Steiner arbeitete zwei Jahre an dem Film. Die Uraufführung des DEFA Dokumentarfilms Unsere Kinder (Eine soziologische Studie über Verhaltensweisen junger Leute) fand am 1. November 1989 kurz vor dem Fall der Mauer statt.
Unsere Kinder wurde auf der 32. Leipziger Dokumentar- und Kurzfilmwoche (DOK) mit der Silbernen Taube ausgezeichnet.